# Can Akın
Fikret Can Akın (Istanbul, 30 gennaio 1983) è un allenatore di pallacanestro ed ex cestista turco.

## Palmarès

### Giocatore
- Campionato turco: 1

Beşiktaş: 2011-2012
- Coppa di Turchia: 2

Efes Pilsen: 2006-2007
Beşiktaş: 2011-2012
- Coppa del Presidente: 1

Beşiktaş: 2012
- EuroChallenge: 1

Beşiktaş: 2011-12